# Lomariopsis boivinii
Lomariopsis boivinii är en ormbunkeart som beskrevs av Holtt. Lomariopsis boivinii ingår i släktet Lomariopsis och familjen Lomariopsidaceae. Inga underarter finns listade.